# Steely Dan
Gli Steely Dan sono un gruppo musicale statunitense nato nei primi anni settanta, noto per il sofisticato e inconfondibile stile musicale derivante dalla fusione di jazz, rock, funk, rhythm and blues e pop, che anticipa di diverso tempo molte delle tendenze del decennio successivo. La formazione ruota intorno al nucleo storico composto da Donald Fagen (voce e tastiere) e Walter Becker (chitarra e basso).

## Storia

### Gli inizi
Walter Becker e Donald Fagen si incontrarono nel 1967 al Bard College di Annandale-on-Hudson, New York e subito cominciarono a suonare nei gruppi locali.
Dopo che nel 1969 Fagen si laureò, i due si trasferirono a Brooklyn dove si unirono ad un gruppo chiamato Jay and the Americans fino al 1971. Dopo aver lavorato alla colonna sonora di un film, i due si trasferirono a Manhattan sperando di affermarsi come cantautori professionisti.
Non ebbero molto successo, eccezion fatta per la canzone I Mean to Shine che venne registrata da Barbra Streisand.
Le cose cambiarono quando incontrarono Gary Katz, il quale, appena divenuto produttore dell'etichetta ABC Records, assunse Fagen e Becker come autori e li portò con sé a Los Angeles.
Katz produrrà tutti gli album degli Steely Dan negli anni settanta e da quel momento cominciò anche un forte sodalizio con il tecnico del suono Roger Nichols.
Fu in quel periodo che il duo assunse il nome di "Steely Dan", un termine ripreso da il Pasto nudo di W.S. Burroughs dove indicava un vibratore a vapore.
Numerose "visioni burroughsiane" furono poi riprese dal duo, in particolare nelle copertine dei loro album, con immagini erotiche (Can't Buy A Thrill), relitti umani (Countdown To Ecstasy), il barbone che vende ciambelle (Pretzel Logic), mostruosi insetti della coscienza (Katy Lied), il sonno del senzatetto fra grattacieli-rettili (The Royal Scam).
Katz si rese conto che le canzoni dei due erano troppo complesse per gli altri artisti dell'etichetta e suggerì a Fagen e Becker di formare una propria band con i chitarristi Danny Dias e Jeff "Skunk" Baxter, il batterista Jim Hodder e il cantante David Palmer.
Fondati così gli Steely Dan, Katz li fece firmare con la ABC Records.

### Il successo
Il loro primo album, Can't Buy a Thrill del 1972 contiene i due successi Do It Again e Reelin' in the Years. Durante il tour David Palmer cantò anche le canzoni che nell'album erano cantate da Donald Fagen, ma fu subito evidente che l'impatto non era lo stesso. L'aggiunta di Palmer come seconda voce era dovuta a due motivi: in primis, la voce di Fagen non era ritenuta abbastanza commerciale, in secondo luogo aveva paura di cantare in pubblico ed era già capitato che fosse rimasto senza voce davanti ad una platea. In seguito divenne evidente che solo la sua voce era adatta a quel tipo di canzoni e quindi Fagen, convinto dal produttore e dal partner Becker, divenne il cantante unico della band.
Il secondo album Countdown to Ecstasy (1973) non eguagliò il successo del precedente. Fagen e Becker diedero la colpa alla fretta con la quale l'album era uscito tra i febbrili impegni del tour. Anche se gli Steely Dan non furono mai soddisfatti di alcune esecuzioni presenti nell'album, in esso sono presenti alcuni loro classici come My Old School e Bodhisattva.
Durante il tour tra il secondo ed il terzo album, gli Steely Dan reclutarono Jeff Porcaro (futuro batterista dei Toto e prestigioso session man) e Michael McDonald (futuro cantante e tastierista dei Doobie Brothers).
Il terzo album Pretzel Logic uscì nel 1974 fu accompagnato dal successo del singolo Rikki Don't Lose That Number che raggiunse il quarto posto nella classifica di Billboard.
Nel frattempo si creò una frattura tra i membri del gruppo: Becker e Fagen, a differenza di Baxter e Hodder, cominciavano a odiare sempre più l'andare in tour e preferivano invece concentrarsi sulla scrittura e sulla registrazione in studio. Baxter si unì così ai Doobie Brothers (dove venne successivamente seguito da Michael McDonald), Dias invece rimase a dare il suo contributo in studio fino al 1977.
Nel 1975 uscì Katy Lied nel quale suonò una folta schiera di musicisti in sostituzione dei fuoriusciti, tra i quali le vecchie conoscenze Porcaro e McDonald. Katy Lied divenne disco d'oro grazie a Bad Sneakers e Black Friday, ma Fagen e Becker non furono mai soddisfatti della qualità della registrazione dell'album, compromessa, a loro dire, da un difettoso processo di riduzione del fruscio di fondo.
Il quinto album The Royal Scam del 1976 vendette relativamente bene considerata l'assenza di un vero singolo di lancio.
L'album contiene comunque dei bei momenti come la complessa Green Earrings che la band non mancò mai d'eseguire dal vivo negli anni seguenti.
Con Aja del 1977 Fagen e Becker confermarono la loro fama di autori sofisticati e di perfezionisti del lavoro in studio e delle fasi di registrazione.
Aja è un album con sonorità sofisticate ed un'atmosfera jazz. Compaiono in esso alcuni jazzisti affermati come Larry Carlton (già presente su Katy Lied), Steve Gadd e Wayne Shorter. Oltre ad essere uno degli album meglio suonati e registrati del periodo (Al Schmitt, Bill Schnee, Elliot Scheiner e Roger Nichols si aggiudicano un Grammy Award per l'album meglio registrato del 1977), fu anche uno dei primi dischi americani a ricevere la certificazione del disco di platino per aver venduto oltre il milione di copie. Nel 2024 viene pubblicata su Apple Music la classifica dei 100 migliori album della storia e Aja si classifica come 73esimo
Subito dopo la pubblicazione del loro sesto album, venne chiesto a Becker e Fagen di scrivere una canzone per il film FM. Il film fu un mezzo flop, ma la canzone omonima diventò subito un classico nel repertorio della band ed ottenne anche un discreto successo negli Stati Uniti e in Inghilterra.

### La crisi
Il successore di Aja ebbe una genesi molto travagliata al termine della quale il creativo duo scelse di staccare la spina per un po' per riposarsi e dedicarsi a progetti personali.
Finito di registrare nel 1978, Gaucho uscì dopo due anni, nel 1980, a causa di problemi burocratici con le etichette discografiche: La ABC Records infatti era stata acquistata dalla MCA Records che rivendicava il diritto di pubblicare l'album nonostante il fatto che Becker e Fagen avessero deciso di passare alla Warner Music Group.
Oltre a questi problemi la genesi del disco fu funestata da altri tragici e spiacevoli episodi. La fidanzata di Walter Becker venne ritrovata morta per overdose nel loro appartamento e il musicista venne incriminato di concorso in omicidio. Anche se in seguito fu scagionato, Becker rimase molto scosso dalla vicenda e dalla cattiva pubblicità ottenuta sulla stampa. Inoltre lui stesso aveva da tempo problemi di dipendenza dalla droga. Qualche tempo dopo fu anche investito da un taxi a Manhattan procurandosi seri danni ad una gamba. Durante la produzione del disco, un giovane assistente di studio cancellò poi, inavvertitamente, la prima canzone registrata per Gaucho. Il brano si intitolava The Second Arrangement e Fagen e Becker nonostante l'avessero registrata una seconda volta, la scartarono considerandola inferiore alla prima. Infine, il pianista jazz Keith Jarrett accusò il gruppo di essersi ispirato troppo alla sua Long As You Know You're Living Yours per la canzone Gaucho. Jarrett venne dichiarato coautore del brano vincendo la causa legale intentata; qualche tempo dopo Fagen ammise che il pezzo di Jarrett gli piaceva molto e che ne era stato fortemente influenzato durante la scrittura di Gaucho.
Finalmente, nel novembre del 1980, l'album venne dato alle stampe. Presentato dal singolo Hey Nineteen, Gaucho si aggiudicò un Grammy Award nel 1981 come album meglio registrato grazie ai soliti Bill Schnee, Elliot Scheiner e Roger Nichols.

### La separazione
Nel giugno del 1981 Donald Fagen e Walter Becker annunciarono la sospensione della loro collaborazione artistica.
Nel 1982 Fagen pubblicò da solo lo storico The Nightfly, un album di grande successo, stilisticamente molto vicino ai più recenti lavori degli Steely Dan, celebre anche per l'eccezionale qualità della registrazione (il disco è ancor oggi utilizzato per testare gli impianti hi-fi).
I due artisti, oltre a coprodurre a vicenda i successivi lavori solisti (Kamakiriad del 1993 di Fagen e 11 Tracks of Whack del 1994 di Becker), si dedicarono alla produzione di altri gruppi e artisti.
Il duo finalmente si riunì nel 1993 in concomitanza di un tour negli Stati Uniti di Fagen, a cui partecipò Becker e che divenne ben presto un vero e proprio tour degli Steely Dan, e con la successiva uscita dell'album dal vivo Alive in America (1993-1994). La band che li accompagnò dal vivo comprendeva un altro tastierista, un secondo chitarrista, un bassista e un batterista, una sezione di tre fiati e tre coriste.

### Il ritorno
Dopo venti lunghissimi anni di attesa per i fans, nel 2000 gli Steely Dan tornarono in sala d'incisione. Il risultato fu Two Against Nature che si aggiudicò ben quattro Grammy Award (miglior album pop cantato, migliore performance cantata con Cousin Dupree, album dell'anno e il solito album meglio registrato grazie ai soliti Elliot Scheiner e Roger Nichols).
Dopo soli tre anni uscì Everything Must Go, lavoro suonato forse meglio del suo predecessore anche se non ottenne gli stessi riconoscimenti.
Il batterista Keith Carlock suonò nell'intero album (una cosa del genere era successa solo nei primi due album con Jim Hodder), mentre Becker tornò ad incidere nuovamente le parti di basso. Questo è il primo album in studio degli Steely Dan nel quale Walter Becker canta una canzone. Fino ad allora aveva cantato solo Book Of Liars, brano tratto dal suo lavoro solista, su Alive in America (1993-1994).
Nel febbraio del 2004 il sassofonista Cornelius Bumpus (anch'egli ex membro dei Doobie Brothers), collaboratore degli Steely Dan e di Fagen, morì d'infarto.
Nel 2006 Donald Fagen ha pubblicato il suo terzo lavoro solista intitolato Morph The Cat, disco molto più vicino allo storico The Nightfly di quanto lo fosse Kamakiriad.
il disco risalta in particolare l'estro creativo del chitarrista Wayne Krantz.
Dopo la pubblicazione dell'album Fagen ha iniziato un tour promozionale sfociato presto in un altro tour degli Steely Dan, questa volta affiancati dall'inconfondibile voce di Michael McDonald.
Becker negli ultimi tempi abitava a New York: stava lavorando a un altro album solista quando lo colse la morte il 3 settembre 2017.

## La musica e i testi
Inquadrare la musica degli Steely Dan (così come di numerosi altri artisti) all'interno di un preciso genere è un'impresa ardua tentata a più riprese da molti critici musicali che ha portato solo ad un moltiplicarsi di definizioni sempre rifiutate da Fagen e Becker. Partendo da una solida base rock con influenze West Coast, gli Steely Dan hanno attraversato gli anni settanta venendo definiti come un gruppo jazz rock o, viceversa, rock jazz, pop, funky, funky rock, ecc.
La loro musica, ispirata da decine di artisti diversi, ha ispirato a sua volta generazioni di artisti a loro contemporanei e successivi, sia per la maestria strumentale e compositiva, sia per l'impeccabilità delle loro incisioni.
La forma musicale è spesso caratterizzata da strutture ritmico-armoniche mutuate dal jazz e dalla musica colta in genere. Su solidi groove di basso e batteria si appoggiano normalmente chitarre jazz rock, voicing complessi di pianoforte elettrico (il classico suono del Fender Rhodes), suadenti fraseggi di fiati e armonie vocali tipiche della musica soul.
Gli Steely Dan si distinguono per il generoso uso di un particolare accordo, detto mu maggiore (μ maggiore) e conosciuto anche come accordo degli Steely Dan, che in sostanza non è altro che un rivolto di un accordo di nona maggiore.
Dopo i primi due album come sestetto, Walter Becker e Donald Fagen decisero di continuare la loro avventura musicale come duo. Dovettero perciò farsi affiancare da musicisti di studio di adeguata capacità per realizzare i loro album. Se questo li relegò ad essere una band da studio di registrazione, d'altro canto permise loro di utilizzare i migliori session men in circolazione (spesso e volentieri presi in prestito dal mondo della musica jazz come ad esempio Michael Brecker) per esprimere al meglio le loro complesse idee musicali. Gli Steely Dan svilupparono così una maniacale cura del dettaglio nell'arrangiamento e nella produzione dei loro brani, con una incessante ricerca della perfezione nella registrazione e nel missaggio.
Si fecero anche la fama di snob per il rifiuto di fare concerti e di rilasciare interviste. Furono peraltro spesso acclamati per la bontà dei loro prodotti discografici.
Donald Fagen e Walter Becker hanno sempre malcelato il loro atteggiamento intellettuale e sarcastico. I loro testi risultano spesso di non facile comprensione a causa dell'uso di giochi di parole, di espressioni gergali, di citazioni letterarie colte e di criptici riferimenti ad elementi caratteristici della cultura statunitense.
Non di rado nei loro testi ci si imbatte in personaggi fittizi che narrano le loro storie. I racconti, carichi di ironia e humor nero, fanno riferimento, in maniera quasi sempre velata, ad argomenti quali il sesso, la droga e il rock'n'roll traendo forte ispirazione dall'atmosfera delle città di New York e di Los Angeles dove Donald Fagen e Walter Becker hanno passato la giovinezza e dove si sono stabiliti in seguito.
Un tipico elemento dei loro testi è la citazione di nomi di personaggi famosi, cose e luoghi reali tutti insieme nella stessa canzone, anche se, nella realtà, questi non sono direttamente collegati fra loro.

## Formazione

### Formazione attuale
- Donald Fagen - voce e tastiere (1971-)

### Ex componenti
- Walter Becker - chitarra e basso (1971-2017)
- Denny Dias - chitarra (1971-1977)
- Jeff "Skunk" Baxter - chitarra (1971-1974)
- Jim Hodder - batteria (1971-1974)
- David Palmer - voce e tastiere (1971-1973)

### Collaboratori
Dopo che Walter Becker e Donald Fagen decisero di portare avanti il progetto Steely Dan da soli, furono affiancati da altri musicisti, spesso prestigiosi, che contribuirono notevolmente al sound dei loro album. Tra i molti si devono ricordare:
- chitarristi: Larry Carlton, Mark Knopfler, Ben Benay, Dean Parks, Lee Ritenour, Rick Derringer, Hiram Bullock, Tom Barney, Paul Jackson Jr., Steve Khan, Elliott Randall, Georg Wadenius, Jay Graydon, Jon Herington, Hugh McCracken, Drew Zingg.
- batteristi: Rick Marotta, Nicholas Marrero, Sonny Emory, Vinnie Colaiuta, Jim Gordon, Jeff Porcaro, Ralph MacDonald, Hal Blaine, Gary Coleman, Steve Gadd, Bernard Purdie, Dennis Chambers, Crusher Bennett, Peter Erskine, Keith Carlock, Jim Keltner, Ed Greene, Ricky Lawson
- bassisti: Chuck Rainey, Anthony Jackson, Will Lee, Ray Brown, Mark Davis, Marcus Miller, Abraham Laboriel
- tastieristi: Victor Feldman, Pat Rebillot, Ted Baker, Bill Charlap, Don Grolnick, Paul Griffin, Michael Omartian, Joe Sample, David Paich, Michael McDonald
- fiati: Ernie Watts, Michael Brecker, Randy Brecker, Walt Weiskopf, Michael Leonhart, Lanny Morgan, Jerome Richardson, Ronnie Cuber, Lou Marini, Jim Horn, George Marge, Walter Kane, Peter Christlieb, Phil Woods, John Klemmer, Ken Hitchcock, Tony Kadleck, Dick Hyde, Chuck Findley, Bob Findley, Roger Ronsberg, Ollie Mitchell, Chris Potter, Bill Perkins, James E. Pugh, Snooky Young, Johnny Rotella, Plas Johnson, Jerome Richardson, David Sanborn, Wayne Shorter, Tom Scott
- coristi: Michael McDonald, Valerie Simpson, Timothy B. Schmit

Non meno importante per la riuscita dei dischi del gruppo è il contributo del produttore Gary Katz e dei tecnici del suono Elliot Scheiner e Roger Nichols divenuti famosi proprio per il loro lavoro con gli Steely Dan.

## Discografia

### Album in studio
- 1972 – Can't Buy a Thrill
- 1973 – Countdown to Ecstasy
- 1974 – Pretzel Logic
- 1975 – Katy Lied
- 1976 – The Royal Scam
- 1977 – Aja
- 1980 – Gaucho
- 2000 – Two Against Nature
- 2003 – Everything Must Go

### Album dal vivo
- 1995 – Alive in America
- 2000 – Plush TV Jazz-Rock Party
- 2005 – Marian McPartland's Piano Jazz with Steely Dan
- 2021 – Northeast Corridor: Steely Dan Live!

### Video
- 2000 – Steely Dan - Two Against Nature (Plush Tv Jazz-Rock Party) - Concerto/documentario
- 2000 – Classic Albums - Steely Dan: Aja - Documentario sulla genesi di Aja.

### Raccolte
- 1978 – Greatest Hits
- 1978 – Steely Dan
- 1982 – Gold
- 1985 – A Decade of Steely Dan
- 1985 – The Very Best of Steely Dan: Reelin' In the Years
- 1987 – The Very Best of Steely Dan: Do It Again
- 1993 – Remastered: The Best of Steely Dan - Then and Now
- 1993 – Citizen Steely Dan
- 1998 – Members Edition
- 2000 – Showbiz Kids: The Steely Dan Story, 1972-1980
- 2006 – Steely Dan: The Definitive Collection
- 2007 – 20th Century Masters - The Millennium Collection: The Best of Steely Dan
- 2007 – Found Studio Tracks
- 2009 – The Very Best of Steely Dan
- 2009 – Collected

### Singoli
- 1972 – Dallas
- 1972 – Do It Again
- 1973 – Reelin' in the Years
- 1973 – Show Biz Kids
- 1973 – My Old School
- 1974 – Rikki Don't Lose That Number
- 1974 – Pretzel Logic
- 1975 – Black Friday
- 1975 – Bad Sneakers
- 1976 – Kid Charlemagne
- 1976 – The Fez
- 1976 – Haitian Divorce
- 1977 – Peg
- 1978 – Deacon Blues
- 1978 – FM (No Static at All)
- 1978 – Josie
- 1980 – Hey Nineteen
- 1981 – Time Out of Mind
- 1999 – Cousin Dupree
- 2000 – Jack of Speed
- 2000 – Janie Runaway

## Curiosità
- Il nome del gruppo proviene dal romanzo Pasto nudo di William Burroughs dove "Steely Dan" era un vibratore alimentato a vapore.
- Un aneddoto testimonia il sarcasmo tipico di Donald Fagen. Un fan accanito del gruppo riuscì finalmente ad avvicinare Don per farsi una fotografia accanto a lui. Per rompere il ghiaccio con una battuta simpatica gli disse "Allora, faresti un bel sorriso per la foto ?" citando il testo del brano Peg degli Steely Dan, e Fagen: "Lo farei volentieri se tu dicessi qualcosa di divertente!" .
- Il parlare forbito di Fagen fu vittima della satira di Yacht Rock, una serie di brevi video in cui si narravano le vicende dei cantautori americani (in particolare quelli della West Coast) tra la fine degli anni settanta e l'inizio degli anni ottanta. In questa serie Fagen fu ritratto come un personaggio che parla con un linguaggio incomprensibile che solo il personaggio di Walter Becker è in grado di comprendere e tradurre per gli altri.
- Quando il tecnico del suono Roger Nichols comunicò agli Steely Dan che il primo brano registrato per Gaucho, intitolato The Second Arrangement, era stato cancellato per sbaglio, Donald Fagen si limitò ad uscire dallo studio senza dire una parola.
- Furono sette i chitarristi che tentarono di interpretare l'idea di assolo che Don e Walt avevano in mente per il brano Peg. Nessuno di questi sette affermati musicisti riuscì a soddisfare i due esigentissimi compositori fino a che Jay Graydon non pose la sua firma con un assolo di chitarra che è entrato nella storia. Nel video documentario Classic Albums - Steely Dan: Aja è possibile ascoltare alcuni dei tentativi di assolo suonati prima di quello di Graydon.
- Nell'ultima strofa della canzone Third World Man tratta dall'album Gaucho, Donald Fagen canta un verso in italiano: "When he's crying out I just sing that Ghana Rondo / E l'era del terzo mondo / He's a third world man" (min 3:10)
- Nel manga Le bizzarre avventure di JoJo c'è un personaggio chiamato proprio Steely Dan, oltre che un personaggio e stand chiamato Doctor Wu.
- La canzone Do It Again del 1º album è stata usata nel celebre gioco musicale Guitar Hero: World Tour.
- L'ultima traccia dell'album Wiener Blut del cantante austriaco Falco è la cover della canzone Do It Again.
- Nel brano Everything You Did tratto dall'album The Royal Scam, c'è un passo che recita “turn up the Eagles/the neighbours are listening” con un chiaro riferimento alla band californiana Eagles. Don Henley e Glenn Frey ne furono lusingati a tal punto che il loro ringraziamento fu di citare gli Steely Dan addirittura in Hotel California ("They stab it with their Steely knives/but they just can't kill the beast").
- La band viene citata nel film A-Team, adattamento cinematografico della serie tv.
- Curano la colonna sonora del film FM, regia di John A. Alonzo (1978).